# Фёдоров, Владимир Григорьевич (конструктор)
Влади́мир Григо́рьевич Фёдоров (3 (15) мая 1874, Санкт-Петербург — 19 сентября 1966, Москва) — русский и советский конструктор стрелкового оружия, генерал-лейтенант инженерно-технической службы (1943), академик Академии артиллерийских наук (1946), профессор (1941), доктор технических наук (1940), Герой Труда (1928).

## Биография
Владимир Фёдоров родился 15 мая 1874 года в Петербурге в семье смотрителя здания Императорского училища правоведения.
Окончив гимназию, поступил в Михайловское артиллерийское училище, после выпуска из которого в 1895 году в течение двух лет служил командиром взвода в первой гвардейской артиллерийской бригаде.
В 1897 году поступил в Михайловскую артиллерийскую академию. Проходил производственную практику на Сестрорецком оружейном заводе, где познакомился с начальником завода, известным конструктором стрелкового оружия, в частности, знаменитой трёхлинейной винтовки образца 1891 года, Сергеем Ивановичем Мосиным.
По окончании академии в 1900 году был назначен в артиллерийский комитет Главного артиллерийского управления на должность докладчика оружейного отдела. Получив доступ к хранящимся в отделе архивным и служебным материалам по стрелковому и холодному оружию России и зарубежных стран, в 1901 году начал публиковать в «Оружейном сборнике» труд «Вооружение русской армии за XIX столетие» (опубликован отдельным изданием в 1911 году).

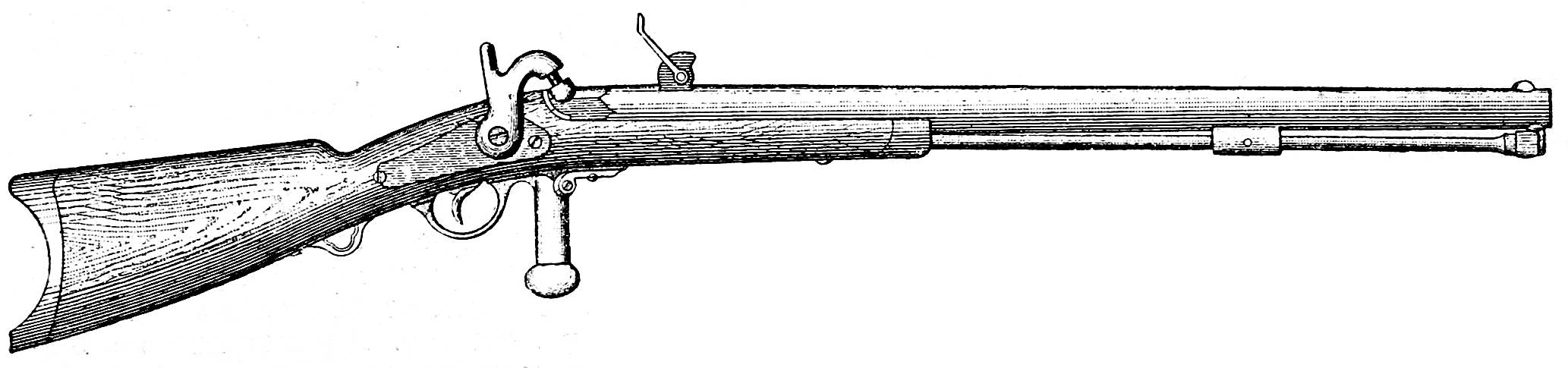
Крепостной стержневой штуцер образца 1831 года (рис. из книги Фёдорова: «Атл. черт. к вооруж. разных армий за XIX столетие», № 40—43, ф. 42). Был использован также для иллюстрирования «ВЭС»

В 1906 году В. Г. Фёдоров спроектировал свою первую автоматическую винтовку на базе трёхлинейной винтовки Мосина. Выбор прототипа был обусловлен тем, что к тому времени в России имелось свыше четырёх миллионов винтовок Мосина, и поэтому её переделка в автоматическую казалась более перспективной, чем создание совершенно новой конструкции. Представленный в 1906 году в Артиллерийский комитет проект этой винтовки получил одобрение, но дальнейшая работа над её конструкцией показала бесперспективность переделки. В 1907 году В. Г. Фёдоров при активном участии другого известного в будущем конструктора-оружейника, а в то время слесаря опытной мастерской при Офицерской стрелковой школе (ОСШ) Сестрорецкого оружейного полигона Василия Алексеевича Дегтярёва, начал работу над оригинальной конструкцией, которая продолжалась почти четыре года. В 1911—1912 годах небольшая партия винтовок, изготовленных на Сестрорецком заводе и известных как «Опытный образец 1912 года», прошла успешные полигонные испытания. Специально созданная комиссия по разработке автоматической винтовке из 14 образцов российских и иностранных винтовок выбрала винтовку Фёдорова и в 1911 году присудила ему Михайловскую премию.
Одновременно Фёдоров занимался совершенствованием холодного оружия, в частности, шашки.
В 1911—1913 годах сконструировал автоматические винтовки под штатный патрон калибра 7,62 мм и под 6,5 мм патрон собственной конструкции (1913), предвосхитив тем самым идею использования промежуточного патрона для автоматического оружия. В 1913 году Сестрорецкому заводу были заказаны 150 винтовок калибра 7,62 мм и 20 калибра 6,5 мм, однако с началом Первой мировой войны работы были прекращены. В 1916 году, уже будучи в чине генерал-майора, переделал автоматические винтовки калибра 7,62 и 6,5 мм для ведения непрерывной стрельбы. Винтовка калибра 6,5 мм с изменённым спусковым механизмом и приставным магазином ёмкостью 25 патронов получила название «ружьё-пулемёт». Патрон калибра 6,5 мм для винтовки Арисака вместо стандартного винтовочного патрона 7,62×54 мм R был выбран из-за меньших размеров и мощности. Патрон был доступен, так как винтовки Арисака и патроны к ним во время Первой мировой войны в большом количестве поставлялись для русской армии из Японии, и, кроме того, производство этих патронов было налажено на Петербургском патронном заводе и в Великобритании. Это ружьё-пулемёт получило впоследствии название Автомат Фёдорова. В июле-сентябре 1916 года 50 автоматических винтовок и 8 автоматов Фёдорова прошли войсковые испытания в ОСШ в Ораниенбауме. Рота 189-го Измаильского пехотного полка провела около ста стрельб на стрельбище и в тире ОСШ, после чего 1 декабря 1916 года была отправлена из Ораниенбаума на Румынский фронт.
В сентябре 1916 года Главное артиллерийское управление разместило заказ Сестрорецкому заводу на изготовление 25 тысяч автоматов системы Фёдорова, но в дальнейшем из-за трудностей военного времени заказ вначале был уменьшен до 9 тысяч, а позднее и вовсе снят.

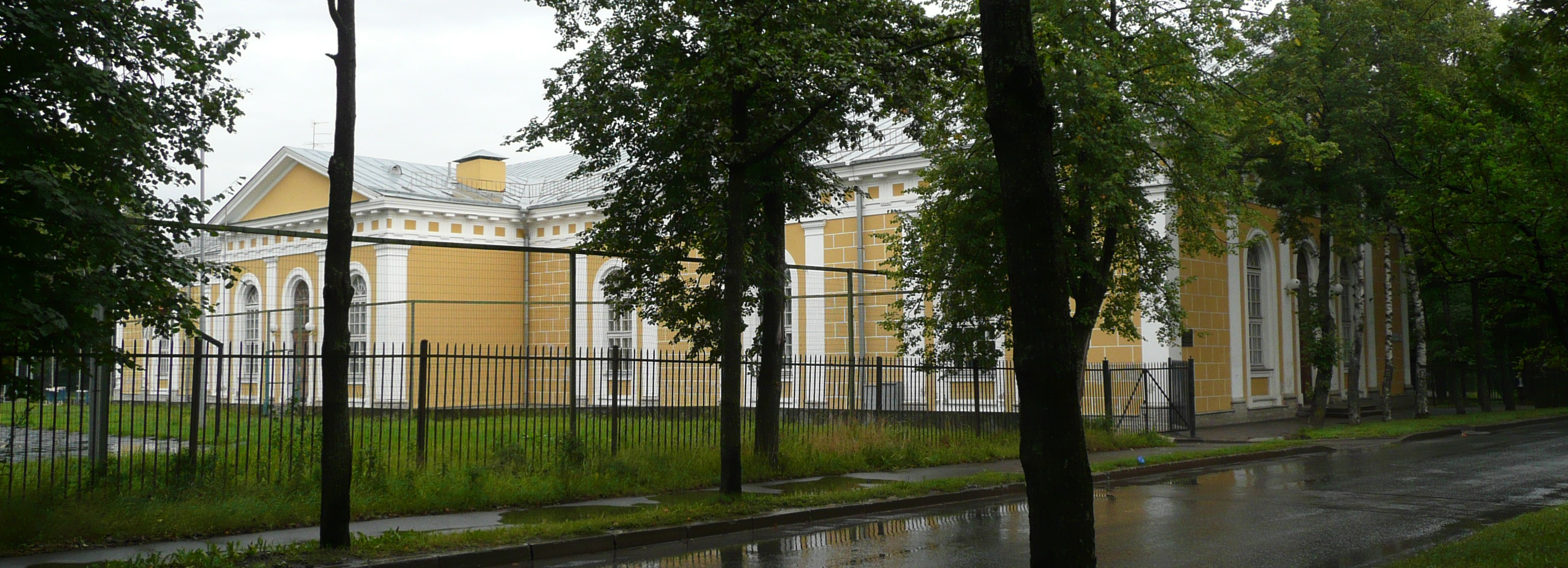
Здание Манежа в Ораниенбауме, откуда 1 декабря 1916 года ушла на Румынский фронт рота Измаильского 189-го пехотного полка, сформированная и обученная в Офицерской стрелковой школе, и вооруженная автоматическими (самозарядными) винтовками и автоматами системы Фёдорова.

В январе 1918 года Фёдоров был направлен главным инженером на Ковровский пулемётный завод для организации производства автоматического оружия. К концу 1920 года было изготовлено около 100 автоматов, в 1921 году выпуск был доведён до 50 штук в месяц. В том же году он создаёт на заводе первое в стране проектно-конструкторское бюро стрелкового оружия. В дальнейшем под его руководством и при непосредственном участии в творческом содружестве с талантливыми оружейниками В. А. Дегтярёвым, Г. С. Шпагиным, С. Г. Симоновым и другими в 1920-х годах были разработаны несколько образцов ручных пулемётов, авиационные пулемёты образца 1922 и 1925 годов, ряд танковых пулемётов, лёгкий станковый и зенитный пулемёты.
Почётный член Артиллерийского комитета (21.01.1921).
После окончания Гражданской войны Фёдоров внёс в систему автомата ряд изменений. В июле 1924 года пробный экземпляр усовершенствованного автомата прошёл испытания. Тем не менее, по ряду причин в октябре 1925 года производство автоматов под патрон калибра 6,5 мм было прекращено. Всего к этому времени было выпущено 3200 автоматов.
В 1931—1933 годах — консультант по стандартизации в оружейно-пулемётном тресте. В 1942—1946 гг. — консультант по стрелковому оружию и постоянный член комиссии по рассмотрению проектов новых образцов стрелкового оружия в Наркомате и министерстве вооружения, научный консультант в НИИ Главного артиллерийского управления. В 1946 году стал академиком Академии артиллерийских наук.
В 1949 году вышла книга Фёдорова «К вопросу о дате появления артиллерии на Руси», в которой он относит первое применение артиллерии на Руси к 1382 году. Кроме того, он написал две книги о «Слове о полку Игореве», которое он анализирует с военной точки зрения.
Вышел в отставку в 1953 году. Умер в 1966 году. Похоронен в Москве на Головинском кладбище.
Раздел составлен по материалам книги.

## Историческое значение
Владимир Фёдоров изобрел первое в мире ружьё-пулемёт, которое впервые в истории получило название автомат. Кроме того уже в советские годы под руководством Фёдорова впервые в мире были созданы унифицированные образцы оружия. Да и сама идея унификации огнестрельного оружия получила признание впервые в мире и впервые в истории. Работа над унификацией стрелкового оружия на базе автомата Фёдорова сыграла важную роль для дальнейшего развития автоматического оружия в СССР и в мире. Это дало в руки ученых ценные данные о тактико-технических свойствах и конструктивных особенностях различных типов автоматического оружия, без знания которых было бы невозможно его научное проектирование.

## Память
- Именем Фёдорова названа улица Оружейника Фёдорова в Центральном районе Санкт-Петербурга, от Фонтанки до Гагаринской улицы.

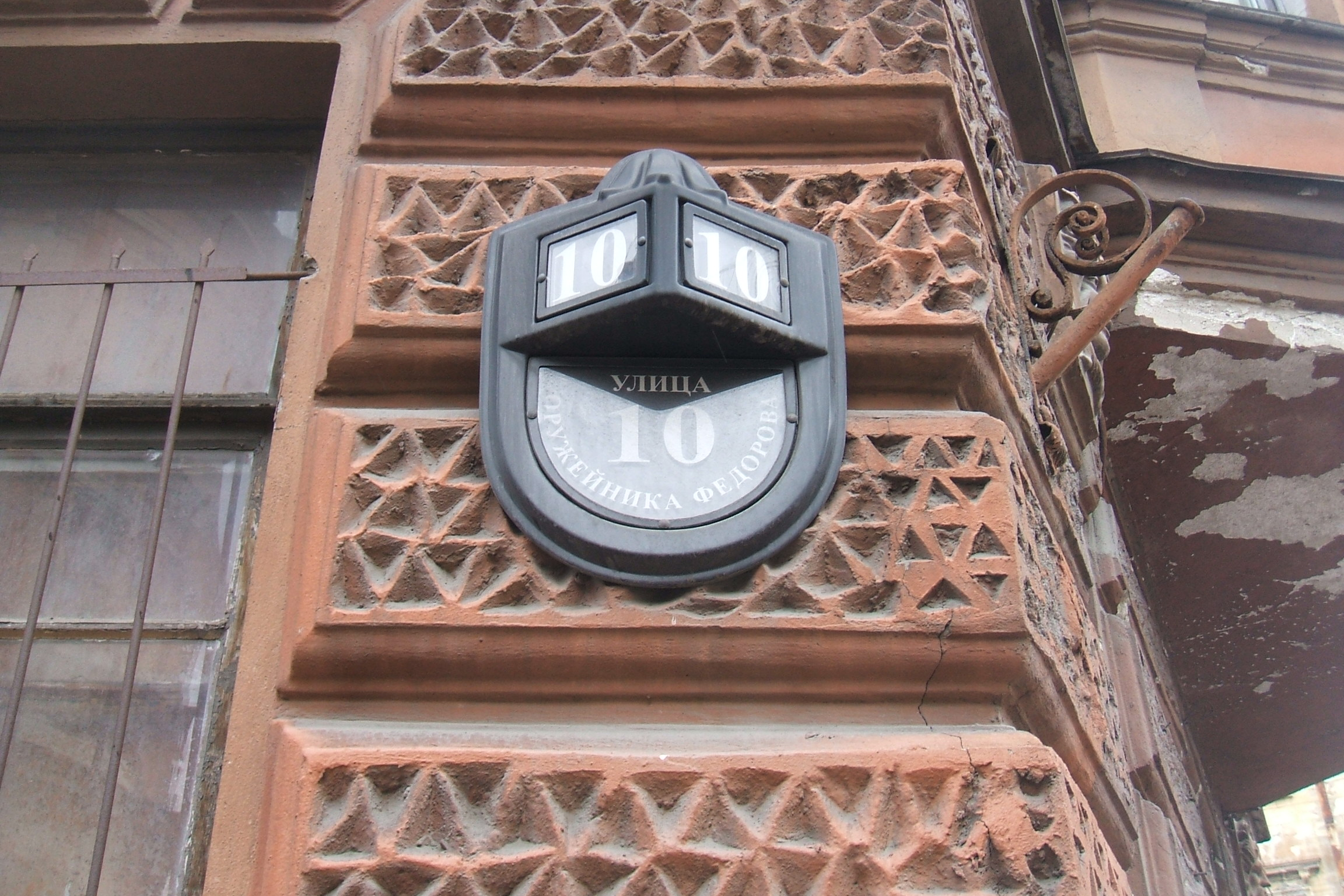
Угол Гагаринской и ул. Оружейника Фёдорова
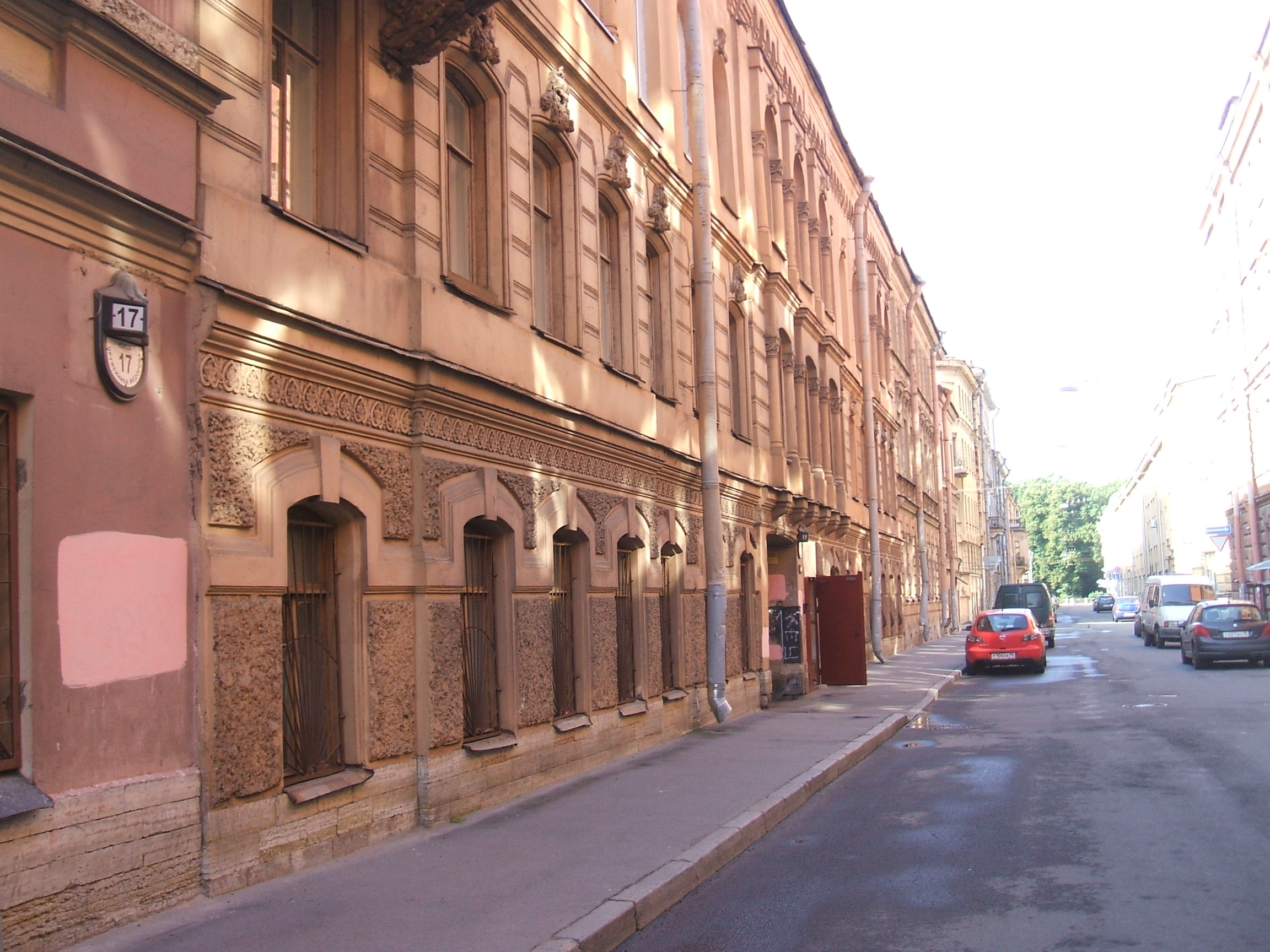
Улица Оружейника Фёдорова

- Также именем В. Г. Фёдорова была названа одна из улиц в городе Ковров, на которой он жил (в районе моста через р. Клязьму, по которому проходит Ивановское шоссе; прежние названия улицы — Пролетарская, до революции — Дворянская).
- Имя В. Г. Фёдорова носит московский политехнический техникум № 47.
- В Коврове в 2024 году учреждена медаль «Владимир Фёдоров».

## Адреса
В Санкт-Петербурге — Петрограде:
- 1874—1918 гг. — здание Училища правоведения — набережная реки Фонтанки, 6.

В Коврове (Владимирская обл.):
- 1918—1931 гг. — Дворянская ул. (переименована в Пролетарскую ул., теперь ул. Фёдорова), предположительно в доме № 6 (по воспоминаниям отца)

В Москве:
- 1931—1966 гг. — посёлок Сокол — М. Песчаный переулок, дом 7[8].

## Труды
- Вооружение русской армии за XIX столетие (1911).
- Влияние огня пехоты на действия артиллерии (1902).
- Вооружение русской армии в Крымскую кампанию (1904).
- Холодное оружие (1905).
- Автоматическое оружие, СПб., 1907.
- «Основания устройства автоматического оружия»
- «Основания устройства холодного оружия»
- «К вопросу об изменении ныне принятой шашки»
- Современные проблемы оружейно-пулемётного дела, М., 1925.
- Основания устройства автоматического оружия, в. 1, М., 1931.
- Составление рабочих чертежей и технических условий для образцов стрелкового оружия, 1934.
- Эволюция стрелкового оружия, ч. 1—2, М., 1938—1939.
- Оружейное дело на грани двух эпох, ч. 1—3, Л. — М., 1938—1939.
- История винтовки, М., 1940.
- К вопросу о дате появления артиллерии на Руси, 1949.
- Военные вопросы «Слова о полку Игореве». М., 1951.
- Кто был автором «Слова о полку Игореве» и где расположена река Каяла, М., 1956.
- В поисках оружия. М.: Воениздат, 1964.

## Награды
СССР
- Герой Труда (1928).
- Два Ордена Ленина (1943, 1964),
- Орден Отечественной войны 1-й степени (1945),
- Орден Красной Звезды (1933),

Российская империя
- Орден Св. Анны 3-й степени (1905),
- Орден Св. Станислава 2-й степени (1909),
- Ордена Св. Владимира 3-й (4.11.1915) и 4-й степеней (6.12.1914).